# 百武三郎
百武三郎（1872年6月3日—1963年10月30日），日本海軍軍人、海軍大将、天皇侍从长。两个弟弟分別是海軍大將百武源吾、陸軍中將百武晴吉，他与百武源吾是日本海軍史上唯一一对海軍大将兄弟。

## 生平
佐贺藩足轻百武庭蔵的第三男。就读于佐賀中学、攻玉社，1892年在日本海軍兵学校（19期）以第一名毕业。以少尉候補生在松岛号防护巡洋舰上服役，并参加了日清战争。1894年获得少尉任官，作为八岛号战列舰回航委員出访英国。1902年在日本海軍大学（甲種3期）毕业。
此后历任吴镇守府参謀、日进号装甲巡洋舰水雷長，日俄战争时任第3舰队参謀。后改任第4舰队参謀，1905年留学德国、奥地利，1910年归国。历任朝日号战列舰副長、軍務局員、磐手号装甲巡洋舰艦長、伊势号战列舰艤装員長、榛名号战列舰艦長、第2艦隊参謀長等职，1917年晋升为海軍少将。转任佐世保镇守府参謀長、教育本部第2部長、第3战队司令官、鎮海要港部司令官、舞鶴要港部司令官、練習艦隊司令官、佐世保鎮守府長官、軍事参議官，1928年晋升为海軍大将，同年編入预备役。

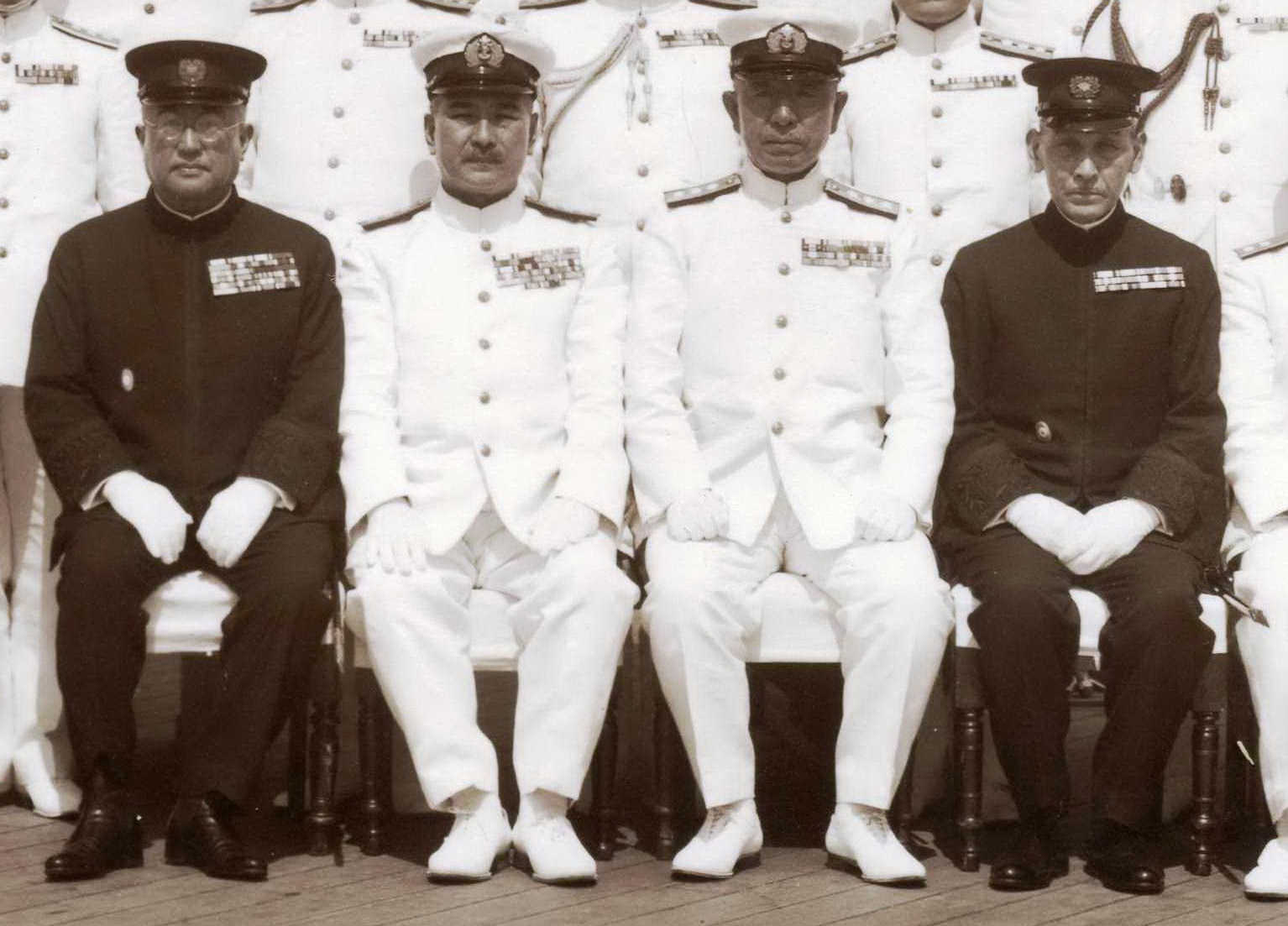
左起为松平恒雄、嶋田繁太郎、古贺峰一、百武三郎(在武藏号战列舰上)

1936年至1944年出任昭和天皇的侍从长，接替在二二六事件中被袭击身负重伤的铃木贯太郎，以牵制陆军。对铃木退休深感失望的昭和天皇问随从：“百武是个什么样的人物？”深感不安的百武害怕自己干不长，没想到却干了8年。百武辞职后1946年任枢密顾问官。
其长子百武伸安海軍少佐战死，長女嫁给了金子繁治海軍中将。